# Jens Heineccius
Jens Heineccius (* 4. Januar 1966) war Erst- und Zweitligafußballspieler für den 1. FC Magdeburg und Sachsenring/FSV Zwickau. In Zwickau spielte er sowohl in der DDR-Oberliga als auch in der 2. Bundesliga.

## Sportliche Laufbahn
Als zur Saison 1983/84 zum zweiten Mal nach den 1960er-Jahren eine Junioren-Fußballoberliga im DDR-Fußball gestartet wurde, gehörte zum Aufgebot des 1. FC Magdeburg auch der 17-jährige Jens Heineccius. Mit den Magdeburger Junioren gewann er am Ende dieser Spielzeit den Junge Welt-Pokal. Als er im folgenden Sommer die Spielberechtigung für den Männerbereich erlangte, rückte Heineccius in das Aufgebot der 2. Mannschaft des FCM, die in der drittklassigen Bezirksliga spielte. Noch in derselben Saison kam Heineccius zu seinem ersten Einsatz in der DDR-Oberliga. Am 24. Spieltag, dem 11. Mai 1985, konnte der etatmäßig Rechtsaußenstürmer Damian Halata nicht aufgeboten werden: Für ihn wurde Heineccius eingesetzt, spielte aber nur eine Stunde lang, ehe er von Reinhard Rother abgelöst wurde. Es blieb für ihn bei diesem Erstligaeinsatz beim 1. FC Magdeburg.
Im Oktober 1986 verließ Heineccius Magdeburg und schloss sich der BSG Sachsenring Zwickau an, die im Sommer aus der Oberliga abgestiegen war und im Gegenzug Torhüter Andreas Narr an den FCM abgab. Zwei Jahre spielte er mit den Zwickauern in der zweitklassigen DDR-Liga. In der Saison 1987/88 schaffte Sachsenring die Rückkehr in die Oberliga, Heineccius als 1,78 m großer Mittelfeldspieler war mit 31 von 34 Punktspielern eine wichtige Stütze der Mannschaft gewesen. Doch auch in Zwickau war für Heineccius die Oberligaluft zu dünn. Nur elfmal kam er zum Einsatz, nur in sechs Begegnungen spielte er über die volle Distanz. Am Ende der Saison 1988/89 stieg Sachsenring Zwickau wieder ab, es war zugleich das Ende der Erstligaspiele für Heineccius. Er blieb jedoch weiterhin in Zwickau, erlebte die Vereinsgründung des FSV Zwickau nach der deutschen Wiedervereinigung und 1994 den Aufstieg seiner Mannschaft in die 2. Bundesliga. In der 2. Bundesliga absolvierte Heineccius 13 Spiele, die er alle in der Hinserie bestritt. Nach Abschluss des Spieljahres beendete er mit 29 Jahren den Leistungsfußball.
Bis zum Sommer 2001 spielte Heineccius noch beim Bezirksligisten Reichenbacher FC, dann nahm er endgültig Abschied vom aktiven Fußballsport. Gelegentlich trat er noch für das Altherrenteam des FSV Zwickau an.